# Postbank Finance Award
Der Postbank Finance Award war mit einem Preisgeld von insgesamt 110.000 € der höchstdotierte Hochschulwettbewerb in Deutschland. Bis zum Jahr 2014 war der von der Deutschen Postbank AG ausgetragene Wettbewerb mit 100.000 € dotiert. Der Postbank Finance Award fand 2016 letztmals statt und wurde von der Technischen Universität München mit dem Titel „FinTechs lieben lernen“ gewonnen. Der Wettbewerb wurde 2016 zum 13. Mal ausgetragen.

## Geschichte
Erstmals wurde der Preis von der Deutschen Postbank AG 2003/2004 ausgeschrieben. Zum Wettbewerb werden jedes Jahr Lehrende und Studierende aus allen Fachrichtungen, aus dem In- und Ausland, eingeladen. Diese beschäftigen sich mit einer vorgegebenen aktuellen Fragestellung der finanzwirtschaftlichen Umwelt. Ein Team setzt sich hierbei aus drei bis fünf Studenten zusammen, von einem Lehrstuhl betreut. Seit der Erstausschreibung haben sich insgesamt über 299 Arbeitsgruppen von mehr als 97 Hochschulen aus Deutschland und Österreich am Wettbewerb beteiligt (Stand 2011).
Die Preisgelder werden jeweils an die sieben bestplatzierten Lehrstühle mit ihren Teammitgliedern ausgeschüttet. Ziel des Wettbewerbs ist die Förderung des wissenschaftlichen Nachwuchses. Die Erstellung von Themen sowie die Auswahl und die Prämierung der jeweiligen Wettbewerbsbeiträge geschieht durch ein Gremium aus den Bereichen Wirtschaft, Wissenschaft und Medien.
Medienpartner des Preises war bis 2010 die Frankfurter Allgemeine Zeitung, die in diesem Zusammenhang auch den F.A.Z. Finance Essay Award auslobte. Der Sonderpreis wurde für Essays vergeben, die zum Oberthema des Finance Awards komplexe Sachverhalte klar darstellen und ist mit 5.000 € dotiert.
Von 2011 bis 2014 war Die Welt Medienpartner des Preises, die im Jahr 2012 erstmals den WELT Finance Essay Award  auslobte. Das Siegerteam wurde mit einem Preisgeld in Höhe von 5.000 € belohnt. Der Preis wurde wie der F.A.Z. Finance Essay Award an Essays vergeben, die in journalistischer und inhaltlicher Qualität überzeugen und dennoch komplexe Sachverhalte klar darstellen.

## Ziele
- Blick in die Zukunft der Finanzwirtschaft
- fachliches Know-how und methodische Kenntnisse anwenden und erweitern
- Soziale Kompetenzen schärfen

## Preisträger

### 2003/2004
Thema: „Banking der Zukunft – die Entwicklung des Retailbanking im Spannungsfeld von Kundenwünschen und Rentabilitätsanforderungen“
1. Platz
- Betreuer: Ernst Maug, Humboldt-Universität
- Team: Dirk Höring, Marco Klinge, Markus Mündecke, Rolf Höring, Thomas Jandik
- Ausarbeitung: „Pervasive Banking“

2. Platz
- Betreuer: Dieter Gramlich, Berufsakademie Heidenheim
- Team: Dimitrios Papadopoulos, Eva Schneeberger, René Ludwig, Stefan Schulze, Stephan Rupprecht
- Ausarbeitung: „Thesen zum Retailbanking der Zukunft“

3. Platz
- Betreuer: Andreas Hackethal, Johann Wolfgang Goethe-Universität Frankfurt am Main
- Team: Fabian Gleisner, Marek Wolek, Oliver Vins, Thomas Bloch, Yassin Hankir
- Ausarbeitung: „Auswege aus dem Vertriebsdilemma“

### 2004/2005
Thema: „Private Altersvorsorge und Lebenszyklusstrategien: Ein neues Geschäftsfeld für Banken?“
1. Platz
- Betreuer: Helmut Gründl, Humboldt-Universität
- Team: Lisa Schmidl, Sebastian Bauch, Wolfgang Reichmuth
- Ausarbeitung: „Kunden in den Mittelpunkt aller Betrachtungen“

2. Platz
- Betreuer: Manfred Steiner, Universität Augsburg
- Team: Elisabeth Heilmaier, Florian Bosch, Julia Schönbeck, Michael Fischer, Stefanie Walter
- Ausarbeitung: „Financial Coach“

3. Platz
- Betreuer: Christoph Lattemann, Universität Potsdam
- Team: Christian Schultz, Kirstin Brinkmann, Sören Kupke
- Ausarbeitung: „IQ Banking Modell“

### 2005/2006
Thema: „Neue Wege für das deutsche Bankensystem?“
1. Platz
- Betreuer: Arnd Wiedemann, Universität Siegen
- Team: Jan Schumacher, Sebastian Wiechers, Tobias Keßler
- Ausarbeitung: „Evolution der bankbetrieblichen Wertschöpfung“

2. Platz
- Betreuer: Florian Lohmann, Berufsakademie Heidenheim
- Team: Anna Pflüger, Christoph Droste, Philip Grottenthaler, Ronny Morack, Sonja Hieber
- Ausarbeitung: „Konsolidierung und Vernetzung einen Ausweg aus der Profitabilitätsfalle des deutschen Bankensystems“

3. Platz
- Betreuer: Stephan Paul, Ruhr-Universität Bochum
- Team: Anna Christina Raute, Daniela Barth, Sebastian Wedemeyer
- Ausarbeitung: „Die Möglichkeiten der Performancesteigerung durch fokussierte Fusionen“

### 2006/2007
Thema: „Das optimale Informationssystem aus internen & externen Ratings für die Finanzwirtschaft“
1. Platz
- Betreuer: Matthias Bank, Leopold-Franzens-Universität Innsbruck[7]
- Team: Benjamin M. Theurer, Christian Merx, Jan Patrick Fleck
- Ausarbeitung: „Optimierung von internen Bankenratings durch systematische Integration des Informationsgehalts externer Ratings“

2. Platz
- Betreuer: Marliese Uhrig-Homburg, Universität Karlsruhe
- Team: Daniel Herzig, Johannes Rudek, Jonathan Nickels Küll, Marwan El Chamaa, Stefan Helber
- Ausarbeitung: „Basel 9000i: Anreize für den Ratingmarkt“

3. Platz
- Betreuer: Walter Krämer, Universität Dortmund
- Team: Frederik Kramer, Ronja Walter, Swaantje Casjens, Thomas Mollenhauer
- Ausarbeitung: „Die optimale Kombination interner und externer Ratings“

### 2007/2008
Thema: „Chancen und Risiken von Hedge-Fonds“
1. Platz
- Betreuer: André Betzer, Friedrich-Wilhelms-Universität[8]
- Team: Daniel Bembennek, Jasmin Gider, Leonie Gerhards, Moritz Weigand, Timo Schilz,
- Ausarbeitung: „Hedge-Fonds Aktivismus in Deutschland“

2. Platz
- Betreuer: Alexander Kempf, Universität zu Köln
- Team: Andreas Metzen, Christian Maschner, Erik Yankulin¸ Jonas Nahry
- Ausarbeitung: „Wie sich das Rendite-Risiko-Profil eines Anleger-Portfolios durch das Hinzufügen von Hedge-Fonds verbessern lässt“

3. Platz
- Betreuer: Gregor Dorfleitner, Universität Regensburg
- Team: Christopher Priberny, Eva-Maria Ferstl, Johannes Gerer, Manuel Seitz
- Ausarbeitung: „Wie können Privatanleger durch den Einsatz von Hedge-Fonds profitieren?“

### 2008/2009
Thema: „Lehren aus der Finanzkrise“
Gemeinsamer 1. Platz
- Betreuer: Heribert M. Anzinger, Technische Universität Darmstadt
- Team: Christian Eufinger, Nicolas Justus, Pascal Morschett, Julian Thiel, Lucas Weiss
- Ausarbeitung: „Ein integrierter Ansatz zur Vermeidung von Risikoverlagerung“

Gemeinsamer 1. Platz
- Betreuer: Marliese Uhrig-Homburg, Universität Karlsruhe
- Team: Jasmin Berdel, Daniel Müller, Florian Stegmüller
- Ausarbeitung: „Verbriefungen im Lichte der Finanzkrise: Robustheit der Risikobewertung, Modellrisiko und Implikationen“

3. Platz sowie F.A.Z. Finance Essay Award
- Betreuer: Marcel Tyrell, Zeppelin Universität
- Team: Joel Brückel, Johannes Burkhardt, Felix Hildebrandt, Andreas Rapp, Jan Tilly
- Ausarbeitung: „Good Money, Bad Money – Ein Vergleich der staatlichen Rettungspakete für den Finanzsektor in der Krise 2008“

### 2009/2010
Thema: „Retailbanking im Spannungsfeld zwischen kurzfristigem Verkaufserfolg und langfristigem Kundennutzen“
1. Platz
- Betreuer: Martin Zerth, Berufsakademie Weserbergland
- Team: Jan Alber, Christoph Boehm, Sebastian Dumsch, Julia Jahn-Pabel, Anna-Theresa Knöchelmann
- Ausarbeitung: „Das IKARUS-Modell – zwischen Feuer und Wasser – Ein ganzheitlicher Ansatz zur Generierung von Potenzialen im Retail Banking“

2. Platz sowie F.A.Z. Finance Essay Award
- Betreuer: Gregor Dorfleitner, Universität Regensburg
- Team: Alexander Bauer, Markus Feuerecker, Hans-Georg Mann, Jacob Schmidt, Anna Schötz
- Ausarbeitung: „Optimale Vertragsgestaltung für die Anlageberatung von Privatkunden“

3. Platz
- Betreuer: Andreas Suchanek, Handelshochschule Leipzig
- Team: Adrian Graf, Christian Hetke, Hendrik Krawinkel, Christian Rosenkranz
- Ausarbeitung: „Brückenschlag zwischen Kundennutzen und Verkaufserfolg: Ein auf Kundenzufriedenheit basierendes Anreizsystem“

### 2010/2011
Thema: „Stabilisierung der Europäischen Währungsunion und Implikationen für Private Geldanlage“
1. Platz
- Betreuer: Isabel Schnabel, Johannes Gutenberg-Universität Mainz
- Team: Elisabeth Falck, Isabel Scheringer, Johannes Tischer, Cornelius Veith
- Ausarbeitung: „Der Teufelskreis von Banken- und Schuldenkrisen und die Stabilität des Euro“

2. Platz
- Betreuer: Gregor Dorfleitner, Universität Regensburg
- Team: Ines Barthelmess, Susann Just, Sina-Isabell Maier, Jan Reichenberger, Winfried Weigl
- Ausarbeitung: „Potenzielles Auseinanderbrechen der Europäischen Währungsunion und die Entwicklung eines Warnsystems sowie einer Absicherungsstrategie für Euro-Anleger“

3. Platz
- Betreuer: Andreas Donner, Hochschule Anhalt
- Team: Markus Krause, Alexandra Schau, Robert Schneider
- Ausarbeitung: „Ein Insolvenzrecht für Staaten – Die Verfahrensordnung zur Umstrukturierung von Schulden souveräner Staaten sowie ihre Durchsetzung durch das Internationale Forum zur Schuldenumstrukturierung (IFS)“

4. Platz
- Betreuer: Thomas Straubhaar, HSBA Hamburg School of Business Administration
- Team: Moritz Haack, Christian Felix Hardt, Jonas Maximilian Herling, Vanessa Alina Memering, Philipp Spitta
- Ausarbeitung: „Stabilität der Europäischen Währungsunion – Spieltheoretische Ansätze für einen Krisenmechanismus“

5. Platz
- Betreuer: Gunter Löffler, Universität Ulm
- Team: Sebastian Fischer, Raphael Layer, David Schlichter, Georg Schmadl, Lukas Schmidberger
- Ausarbeitung: „Von der Markteinschätzung zur Portfolioallokation: Ein Strategieansatz für Privatanleger“

### 2011/2012
Thema: „Geldanlage bei Inflationsrisiken und politischen Risiken“
1. Platz
- Betreuer: Rainer Haselmann, Rheinische Friedrich-Wilhelms-Universität Bonn
- Team: Markus Behn, Jonas Sobott, Rüdiger Weber, Dorje Wulf
- Ausarbeitung: „Welche Aussagekraft haben Länderratings für Geldanlagen? – Eine empirische Modellierung der Ratingvergabe während der europäischen Staatsschuldenkrise“

2. Platz
- Betreuer: Steffen Sebastian, Universität Regensburg
- Team: André Philipp Flaton, Sven Knothe, Anatoly Nigmatulin, René-Ojas Woltering
- Ausarbeitung: „Strategische Asset Allokation unter inflations- und politischen Risiken - Eine maßgeschneiderte Lösung“

3. Platz
- Betreuer: Rudi Zagst, TU München
- Team: Michael Ludwig, Mirco Mahlstedt, Herbert Mayer
- Ausarbeitung: „Inflationsgeschützte Investmentstrategien“

4. Platz
- Betreuer: Alexander Kempf, Universität zu Köln
- Team: Maike Baumeister, Thorsten Martin, Matthias Schäfer, Alexander Stiller, Konrad Stürmer
- Ausarbeitung: „Aktienmarktreaktionen auf politische Veränderungen – Eine empirische Analyse der Staats- und Schuldenkrise in Europa“

5. Platz
- Betreuer: Gregor Dorfleitner, Universität Regensburg
- Team: Markus Bauer, Jennifer Betz, Regina Buchmann, Anna Gerl, Manuel Hofstetter
- Ausarbeitung: „Geldanlage bei Inflations- und politischen Risiken unter besonderer Berücksichtigung von Inflationsswaps“

### 2012/2013
Thema: „Die Bank der Zukunft. Eine Branche im Zeichen der Vertrauenskrise“
1. Platz
- Betreuer: Uwe Walz, Johann Wolfgang Goethe-Universität Frankfurt am Main
- Team: Maximilian Bemm, Jerris Gabrielpillai, Jan Krzyzanowski, Marcel Völkel
- Ausarbeitung: „Das LIVE-Modell: Ein neuartiges Frühwarnsystem für den Bankensektor auf Basis aggregierter Insiderinformationen“

2. Platz
- Betreuer: Meik Friedrich, Hochschule Weserbergland
- Team: Arne Graeber, Florian Krause, Christopher Lindenthal, Sandra Schönhage
- Ausarbeitung: „Die Vertrauensmatrix – Eine mehrdimensionale Analyse der Vertrauensverschiebung im Bankensektor“

3. Platz
- Betreuer: Christoph Trebesch, Ludwig-Maximilians-Universität München
- Team: Nikolaus Hildebrand, Pascal Schmidt-Fischbach, Volkan Tümer
- Ausarbeitung: „Supranationale Bankenregulierung – ein wohlfahrtsverbessernder Weg zur Überwindung der Vertrauenskrise“

### 2013/2014
Thema: „Banking 3.0 – Zwischen Digitalisierung und Mensch“
1. Platz sowie Gewinner des WELT Finance Essay Award
- Betreuer: Markus Nöth, Universität Hamburg
- Team: Benjamin Holstein, Alessandro Monaco, Alexander Nahr
- Ausarbeitung: „Die Retail-Bank der Zukunft – Ein Nachruf(?)“

2. Platz
- Betreuer: Gregor Dorfleitner, Universität Regensburg
- Team: Ivan de Castro, Julia Kammler, Stephanie Schuster, Johannes Stoiber, Martina Weber
- Ausarbeitung: „Der Einfluss von weichen Faktoren im P2P-Lending – Ein Vergleich der Plattformen Smava und Auxmoney“

3. Platz
- Betreuer: Hans Ulrich Buhl, Universität Augsburg
- Team: Tobias Bienek, Anna Maria Oberländer, Cornelia Schilling, Christina Spriegel
- Ausarbeitung: „Kundenorientiertes Privatkundengeschäft der Zukunft – Diskussion eines visionären Bankenmodells“

### 2014/2015
Thema: „Auswege aus dem Zinsdilemma – hat Geldanlage Zukunft?“
1. Platz
- Betreuer: Peter Tillmann, Justus-Liebig-Universität Gießen
- Team: Nhung Hong Dang, Lucas Hafemann, Florian Viereck
- Ausarbeitung: „When the music stops – Markterwartungen, Vermögenspreise und das Ende der unkonventionellen Geldpolitik. Eine empirische Untersuchung mit Twitter-Daten“

2. Platz
- Betreuer: Gregor Dorfleitner, Universität Regensburg
- Team: Michael Betzinger, Anna Christina Goerk, Katharina Käsbauer, Katrin Maria Schmid, Julia Weigert
- Ausarbeitung: „Das Anlageverhalten deutscher Stiftungen in der Niedrigzinsphase“

3. Platz sowie Gewinner des WELT Finance Essay Award
- Betreuer: Eva Lütkebohmert-Holtz, Albert-Ludwigs-Universität Freiburg
- Team: Danjela Guxha, Mariia Markovych, Christiane Müller, Daria Saulenko
- Ausarbeitung: „Wie man mit illiquiden Anlagen einem Niedrigzinsumfeld entgegentreten kann – Eine empirische Studie zur Ertragsoptimierung“

4. Platz
- Betreuer: Julia Kapraun, WHU – Otto Beisheim School of Management
- Team: Hendrik Knaup, Xenia Knösel, Vanessa Lemmer, Mike Mahlkow, Bijan Soltani Hosseini
- Ausarbeitung: „I² Fonds – Invest. Inspire. – Bildungsfonds als Chance für Investoren, Studierende und die Volkswirtschaft“

5. Platz
- Betreuer: Eric Jahn, Berufsakademie Dresden
- Team: Anja Hirschfelder, Roman Safronov, Linda Semm
- Ausarbeitung: „Wie teuer ist guter Rat – Ermittlung einer Mindestvergütung für die Honorarberatung auf Basis eines kostenorientierten Ansatzes“

### 2015/2016
Thema: „Megatrend Digitalisierung. Wie Informationstechnologien und Social Media das Geschäftsmodell von Banken beeinflussen“
1. Platz
- Betreuer: Markus Böhm, Technische Universität München
- Team: Gabriela Galic, Christian Olenberger, Maximilian Siegert, Andreas Sperling, Florian Zyprian
- Ausarbeitung: „FinTechs lieben lernen“

2. Platz
- Betreuer: Gregor Dorfleitner, Universität Regensburg
- Team: Natalie Dietrich, Lukas Fischer, Carina Lung, Nico Stang und Philipp Willmertinger
- Ausarbeitung: „To follow or not to follow? Eine empirische Analyse der Renditen von Akteuren auf Social-Trading-Plattformen“

3. Platz
- Betreuer: Klaus Schäfer, Universität Bayreuth
- Team: Manuel Brinkmann, Benjamin Heun und Constantin Schubert
- Ausarbeitung: „Einflüsse sozialer Medien bei Finanzierungsentscheidungen von Privatpersonen“

Sonderpreis „Beste anwendungsorientierte Ausarbeitung“
- Betreuer: Meik Friedrich, Hochschule Weserbergland
- Team: Patricia Backhaus, Fienne-Elisa Beckmann, Fabian Fündling, Thorben Hake und Jannik Rehmsmeier
- Ausarbeitung: „Bankforum 1.0 – der communitybasierte Erfolgsfaktor für eine digitalisierte Kundenkommunikation“